# Tres fantasías basadas en Friedrich Hölderlin

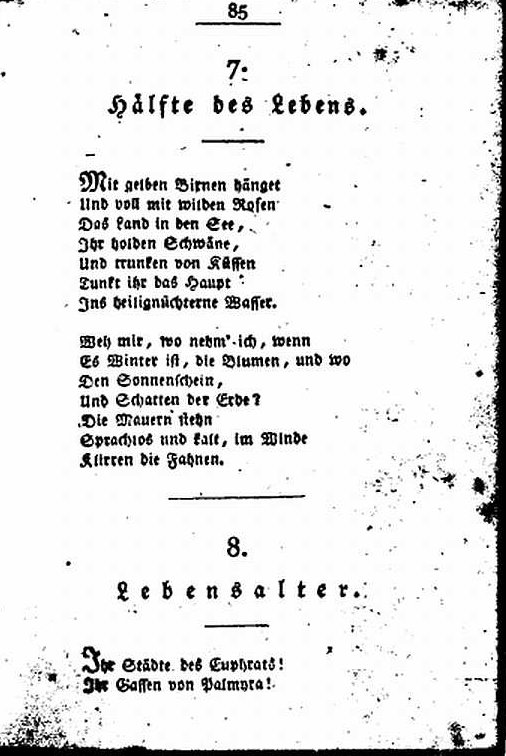
Poema de Friedrich Hölderlin, en el que se basa la primera fantasía

Tres fantasías basadas en Friedrich Hölderlin (en alemán: Drei Phantasien nach Friedrich Hölderlin) es una colección de piezas para 16 voces del compositor húngaro György Ligeti. Fue compuesta en 1982 y estrenada en Estocolmo el 23 de septiembre de 1983, por el Coro de la Radio Sueca, bajo la batuta de Eric Ericson, a quien está dedicada la obra. Fue publicada por Schott Music .

## Análisis
La composición consta de tres movimientos. Una interpretación de la obra suele durar alrededor de 11 minutos. La lista de movimientos es la siguiente:
1. Hälfte des Lebens (A mitad de la vida). Lento
2. Wenn aus der Ferne (Si desde la distancia). Andante con tenerezza
3. Abendphantasie (Ensueño nocturno). Maestoso – Più mosso, agitato

La pieza es una obra polifónica de cuatro partes para 16 voces (es decir, cuatro voces de sopranos, contraltos, tenores y bajos). Su estilo compositivo está fuertemente influenciado por el figuralismo, técnica que Ligeti utilizó en la década de 1960. Aquí, las letras son casi indistinguibles, por lo que se anima al oyente a escuchar las ramificaciones laberínticas de la música en lugar de intentar comprender el contenido de los poemas originales.
Ligeti comentó sobre esta obra: "Mis tres fantasías son emocionales, 'onomatopéyicas', sobrecargadas, piezas de 16 voces (¡no micropolifónicas!)".